# Izbicko (gmina)
Izbicko ( Gemeinde Stubendorf) – gmina wiejska w województwie opolskim, w powiecie strzeleckim. W latach 1975–1998 gmina położona była w województwie opolskim. W 2006 roku w gminie wprowadzono język niemiecki jako język pomocniczy. Siedziba gminy to Izbicko.
Według danych z 30 czerwca 2004 gminę zamieszkiwały 5613 osoby. Według danych z 31 grudnia 2017 roku gminę zamieszkiwało 5418 osób. Natomiast według danych z 31 grudnia 2023 roku gminę zamieszkiwało 5283 osób.

## Struktura powierzchni
Według danych z roku 2023 gmina Izbicko ma obszar 84,52 km²
Gmina stanowi 5,51% powierzchni powiatu opolskiego w tym:
- użytki rolne: 51%
- użytki leśne: 38%

## Demografia
Dane z 31 grudnia 2023:
| Opis                              | Ogółem | Ogółem | Kobiety | Kobiety | Mężczyźni | Mężczyźni |
| --------------------------------- | ------ | ------ | ------- | ------- | --------- | --------- |
| jednostka                         | osób   | %      | osób    | %       | osób      | %         |
| populacja                         | 5283   | 100    | 2680    | 50,73   | 2603      | 49,27     |
| gęstość zaludnienia (mieszk./km²) | 62,51  | 62,51  | 31,71   | 31,71   | 30,80     | 30,80     |

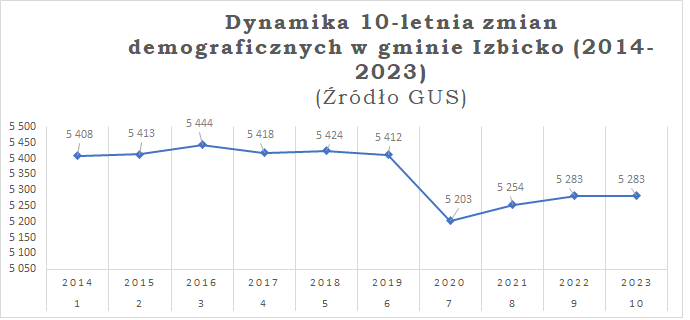
Dynamika 10 letnia zmian demograficznych w gminie Izbicko w latach 2014-2023
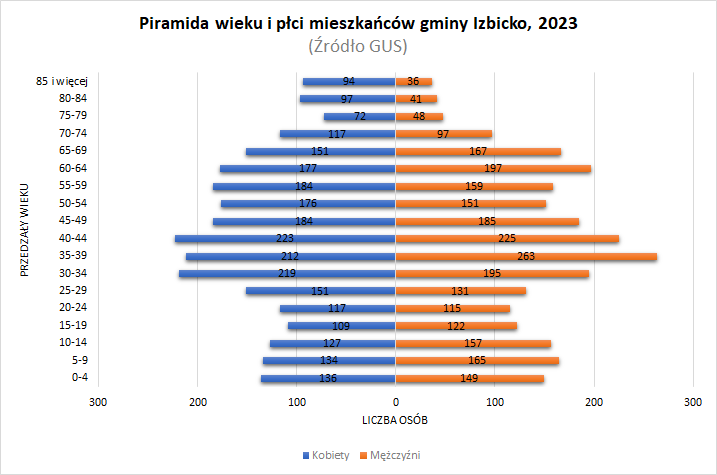
Piramida wieku i płci gminy Izbicko w roku 2023
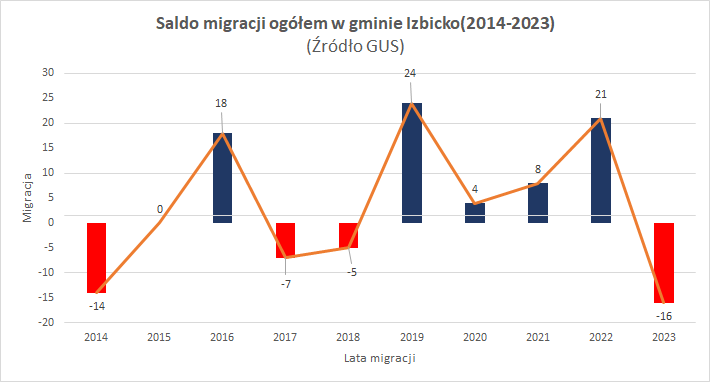
Imigracja i emigracja w gminie Izbicko w latach 2014-2023

## Sołectwa
| Lp. | Sołectwo          |
| --- | ----------------- |
| 1.  | Borycz            |
| 2.  | Grabów            |
| 3.  | Izbicko           |
| 4.  | Krośnica          |
| 5.  | Ligota Czamborowa |
| 6.  | Otmice            |
| 7.  | Poznowice         |
| 8.  | Siedlec           |
| 9.  | Sprzęcice         |
| 10. | Suchodaniec       |

## Sąsiednie gminy
Chrząstowice, Gogolin, Ozimek, Strzelce Opolskie, Tarnów Opolski

## Gminy partnerskie
| Miasto    | Kraj   | Data podpisania umowy |
| --------- | ------ | --------------------- |
| Orebić    | Czechy | 2001 roku             |
| Teicha    | Niemcy | 16 czerwca 2002 roku  |
| Florstadt | Niemcy | 27 marca 2003 roku    |
| Osoblaha  | Czechy | 12 kwietnia 2008 roku |